# McIlwraith Range
McIlwraith Range är en bergskedja i Australien. Den ligger i delstaten Queensland, omkring 1 800 kilometer nordväst om delstatshuvudstaden Brisbane.
I omgivningarna runt McIlwraith Range växer i huvudsak städsegrön lövskog. Trakten runt McIlwraith Range är nära nog obefolkad, med mindre än två invånare per kvadratkilometer. Genomsnittlig årsnederbörd är 1 281 millimeter. Den regnigaste månaden är mars, med i genomsnitt 384 mm nederbörd, och den torraste är augusti, med 1 mm nederbörd.